# Bourgneuf-en-Mauges
Pour les articles homonymes, voir Bourgneuf et Mauges.
Bourgneuf-en-Mauges est une ancienne commune française située dans le département de Maine-et-Loire, en région Pays de la Loire, devenue le 15 décembre 2015 une commune déléguée de la commune nouvelle de Mauges-sur-Loire.

## Géographie
Cette commune rurale de l'ouest de la France se situe dans les Mauges, au carrefour des routes de Montjean-sur-Loire, Chalonnes-sur-Loire et Chemillé.

Les Mauges sont un territoire de Maine-et-Loire situés à l'extrême sud-est du Massif armoricain, et délimités au nord par la Loire (fleuve) et à l'est par le Layon (rivière).
Sa superficie est de près de 12 km2 (1 164 ha) et son altitude varie de 80 à 152 mètres.
La rivière le Juret est le principal cours d'eau qui traverse le village.

## Toponymie et héraldique

### Toponymie
Formes anciennes du nom : Le bourge de Bourgneuf en 1577. Comme son nom l'indique, Bourgneuf est un bourg neuf, une agglomération nouvelle.

### Héraldique
| Blason de Bourgneuf-en-Mauges | Blason  | De pourpre au sautoir d'argent chargé en cœur d'une croix de Malte de sable. Devise / Cri« vias tuas domine demonstra mihi » (Seigneur, montre nous tes voies) |
| Blason de Bourgneuf-en-Mauges | Détails | Le statut officiel du blason reste à déterminer. |

## Histoire
Comme dans toute la région, le territoire de Bourgneuf a été marqué par les très nombreux combats de l'époque des guerres de Vendée.
Commune créée en 1865 à partir de La Pommeraye et de Saint-Laurent-de-la-Plaine, sous le nom de Bourgneuf ; renommée Bourgneuf-en-Mauges en 1897.
À la fin du XIXe siècle est construit un réseau secondaire de chemin de fer, le Petit-Anjou. Une des lignes (Saint-Jean-de-Linières à Beaupréau) passait par Bourgneuf.
Pendant la Première Guerre mondiale, 35 habitants perdent la vie. Lors de la Seconde Guerre mondiale, un seul habitant est tué.
Le 15 décembre 2015, la commune nouvelle de Mauges-sur-Loire naît de la fusion des onze communes de la communauté de communes, intégrant le périmètre de Bourgneuf-en-Mauges ; création officialisée par arrêté préfectoral du 5 octobre 2015.

## Politique et administration

### Administration municipale

#### Administration actuelle
Depuis le 15 décembre 2015, Bourgneuf-en-Mauges constitue une commune déléguée au sein de la commune nouvelle de Mauges-sur-Loire et dispose d'un maire délégué.
| Période                                  | Période  | Identité        | Étiquette | Qualité |
| ---------------------------------------- | -------- | --------------- | --------- | ------- |
| décembre 2015                            | mai 2020 | Jacques Réthoré |           |         |
| mai 2020                                 | en cours | Maurice Bureau  |           |         |
| Les données manquantes sont à compléter. |          |                 |           |         |

#### Administration ancienne

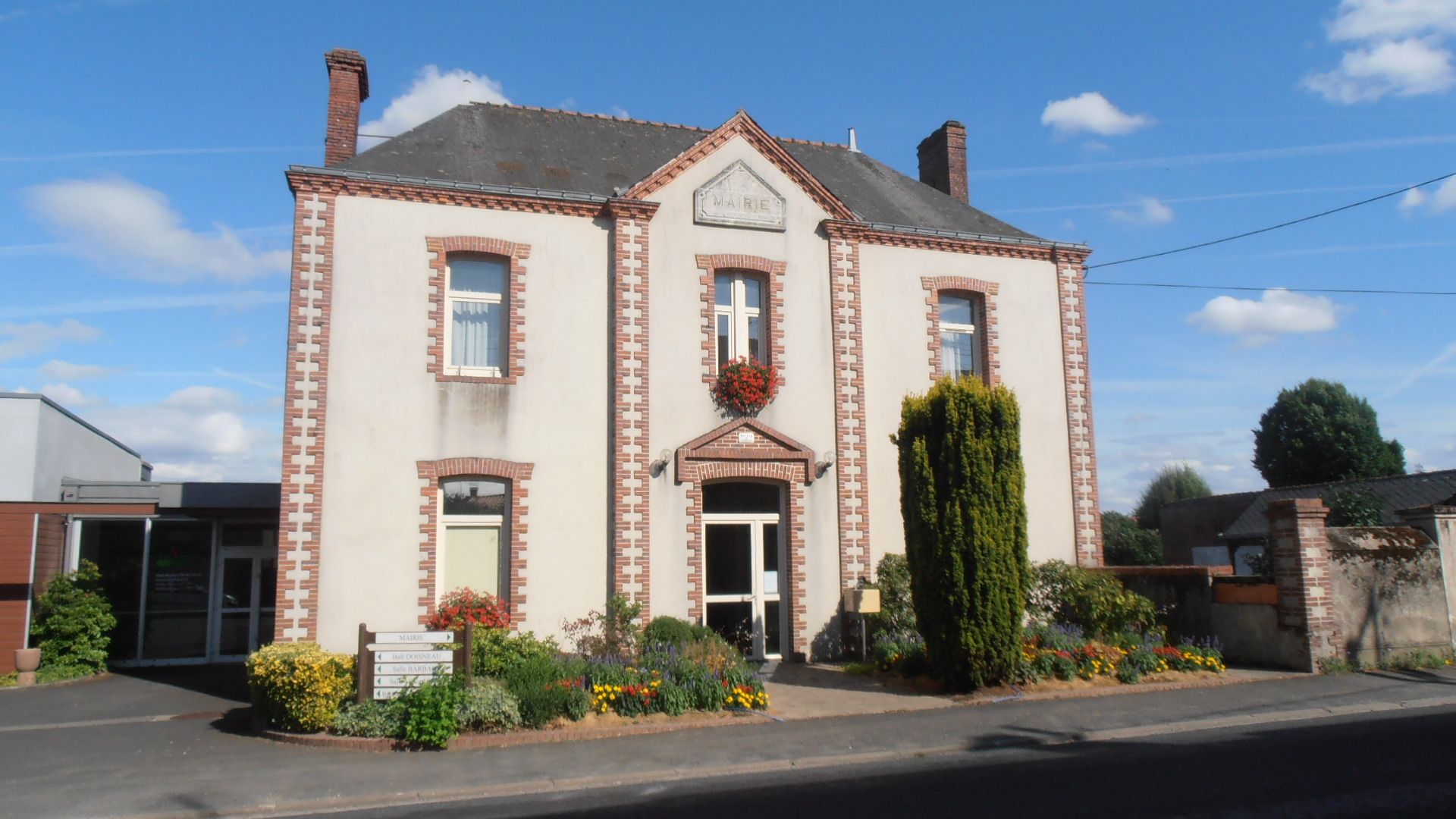
La mairie de Bourgneuf.

| Période                                  | Période       | Identité        | Étiquette | Qualité       |
| ---------------------------------------- | ------------- | --------------- | --------- | ------------- |
| Les données manquantes sont à compléter. |               |                 |           |               |
| 1989                                     | 2001          | Louis Chamard   |           | Magasinier    |
| mars 2001                                | décembre 2015 | Jacques Réthoré |           | Chef de rayon |

### Ancienne situation administrative
La commune est membre en 2015 de la communauté de communes du canton de Saint-Florent-le-Vieil, elle-même membre du syndicat mixte Pays des Mauges. L'intercommunalité disparait à la création de la commune nouvelle.
Jusqu'en 2014, Bourgneuf-en-Mauges fait partie du canton de Saint-Florent-le-Vieil et de l'arrondissement de Cholet. Le canton de Saint-Florent-le-Vieil compte alors onze communes, dont Bourgneuf, Montjean, La Pommeraye, Saint-Florent et Saint-Laurent. C'est l'un des quarante-et-un cantons que compte le département ; circonscriptions électorales servant à l'élection des conseillers généraux, membres du conseil général du département. Dans le cadre de la réforme territoriale, un nouveau découpage territorial pour le département de Maine-et-Loire est défini par le décret du 26 février 2014. La commune est alors rattachée au canton de La Pommeraye, avec une entrée en vigueur au renouvellement des assemblées départementales de 2015.

## Population et société

### Démographie

#### Évolution démographique
L'évolution du nombre d'habitants est connue à travers les recensements de la population effectués dans la commune depuis 1866. À partir du 1er janvier 2009, les populations légales des communes sont publiées annuellement dans le cadre d'un recensement qui repose désormais sur une collecte d'information annuelle, concernant successivement tous les territoires communaux au cours d'une période de cinq ans. 
Pour les communes de moins de 10 000 habitants, une enquête de recensement portant sur toute la population est réalisée tous les cinq ans, les populations légales des années intermédiaires étant quant à elles estimées par interpolation ou extrapolation. Pour la commune, le premier recensement exhaustif entrant dans le cadre du nouveau dispositif a été réalisé en 2008,.
En 2013, la commune comptait 680 habitants, en évolution de −1,59 % par rapport à 2008 (Maine-et-Loire : +3,3 %, France hors Mayotte : +2,49 %).
| 1866 | 1872 | 1876 | 1881 | 1886 | 1891 | 1896 | 1901 | 1906 |
| ---- | ---- | ---- | ---- | ---- | ---- | ---- | ---- | ---- |
| 743  | 706  | 659  | 651  | 627  | 584  | 604  | 599  | 579  |

| 1911 | 1921 | 1926 | 1931 | 1936 | 1946 | 1954 | 1962 | 1968 |
| ---- | ---- | ---- | ---- | ---- | ---- | ---- | ---- | ---- |
| 558  | 518  | 510  | 528  | 524  | 522  | 531  | 538  | 536  |

| 1975 | 1982 | 1990 | 1999 | 2008 | 2013 | - | - | - |
| ---- | ---- | ---- | ---- | ---- | ---- | - | - | - |
| 519  | 591  | 663  | 687  | 691  | 680  | - | - | - |

#### Pyramide des âges
La population de la commune est relativement jeune. Le taux de personnes d'un âge supérieur à 60 ans (18,8 %) est en effet inférieur au taux national (21,6 %) et au taux départemental (21 %). Contrairement aux répartitions nationale et départementale, la population masculine de la commune est supérieure à la population féminine (51,7 % contre 48,4 % au niveau national et 48,6 % au niveau départemental).
| Hommes | Classe d’âge | Femmes |
| ------ | ------------ | ------ |
| 0,8    | 90 ans ou +  | 0,3    |
| 7,3    | 75 à 89 ans  | 6,0    |
| 10,9   | 60 à 74 ans  | 12,3   |
| 22,1   | 45 à 59 ans  | 23,1   |
| 17,4   | 30 à 44 ans  | 15,3   |
| 24,6   | 15 à 29 ans  | 22,5   |
| 16,8   | 0 à 14 ans   | 20,7   |

| Hommes | Classe d’âge | Femmes |
| ------ | ------------ | ------ |
| 0,4    | 90 ans ou +  | 1,2    |
| 6,3    | 75 à 89 ans  | 9,2    |
| 11,8   | 60 à 74 ans  | 13,0   |
| 19,9   | 45 à 59 ans  | 19,4   |
| 20,6   | 30 à 44 ans  | 19,5   |
| 20,3   | 15 à 29 ans  | 19,1   |
| 20,6   | 0 à 14 ans   | 18,6   |

### Manifestations culturelles et festivités
Tous les 1ers-Mai a lieu la Foire aux biques. Début octobre se déroule le weekend culturel : concert, exposition de photos et de peinture, théâtre…

## Économie
Pays rural, l'économie locale est dominée par l'agriculture. Fin 2008, 59 établissement étaient présents sur la commune, dont 41 % relevaient du secteur de l'agriculture et 34 % du commerce et des services. Deux ans plus tard, en 2010, sur 67 établissements présents sur la commune, 37 % relevaient du secteur de l'agriculture (pour une moyenne de 17 % sur le département), 3 % du secteur de l'industrie, 12 % du secteur de la construction, 40 % de celui du commerce et des services et 8 % du secteur de l'administration et de la santé.

## Culture locale et patrimoine

### Lieux et monuments
- Ferme de la commanderie XVIIIe siècle.
- Église paroissiale Notre-Dame XIXe siècle à 2 clochers.
- Chapelle Saint-Denis-du-Teil XVe siècle (grange).